# The Book of Taliesyn
The Book of Taliesyn — другий альбом гурту Deep Purple, записаний оригінальним складом (Mark I). Вийшов в США в жовтні 1968 року, а в Англії в червні 1969 року. Перевидано в 2000 році з п'ятьма бонус-треками. Названий на честь середньовічної валлійської «Книги Талієсіна».

## Список пісень
Сторона «А»:
1. Listen, Learn, Read On
2. Wring That Neck
3. Kentucky Woman
4. Medley: (a) Exposition, (b) We Can Work It Out

Сторона «Б»:
1. Shield
2. Anthem
3. River Deep, Mountain High

Бонус-треки на перевиданні 2000:
1. Oh No No No
2. It's All Over
3. Hey Bop A Re Bop
4. Wring That Neck
5. Playground

## Склад гурту
- Род Еванс — вокал
- Річі Блекмор — гітара
- Джон Лорд — клавішні, бек-вокал, струнне аранжування Anthem
- Нік Сімпер — бас, бек-вокал
- Ієн Пейс — ударні